# 沃爾坎 (密西西比州)
沃爾坎（英語：Volcan）是位於美國密西西比州牛頓縣的鬼鎮。

## 地理
沃爾坎所處的海拔為高於海平面127米（即417英呎），而該地所採用的時區為UTC-6，即北美中部時區（CST）。同時該地設有夏令時間，為UTC-6調快一小時，即UTC-5（CDT）。